# Gvozdena pesnica
Gvozdena pesnica je 70. epizoda Zagora objavljena u Zlatnoj seriji #247. u izdanju Dnevnika iz Novog Sada. Na kioscima u bivšoj Jugoslaviji se premijerno pojavila 1975. godine Koštala je 6 din (1,14 DEM; 0,43 $). Imala je 94 strane. Ovo je prva od ukupno dva dela, koliko je imala ova epizoda. Nastavak je usledio u svesci Smrtonosna tumaka (ZS-248).

## Originalna epizoda
Originalno, ovaj deo objavljen je premijerno u Italiji u svesci pod nazivom Fiamme nelle notte u #70 regularne edicije Zagora u izdanju Bonelija na dan 1.4.1971, ali je naslov epizode Watanaka River. Epizodu je nacrtao Frankoi Donateli, a scenario napisao Gvido Nolita. Naslovnicu je nacrtao Galijeno Feri. Koštala je 400 lira  (0,6 $; 1,49 DEM). Sveska na str. 3-24 se završava epizoda koja je počela u #69. (u Jugoslaviji objavljena u svesci Plava zvezda kao LMS-127), a ova epzioda počinje na str. 25 i traje do str. 98.

## Kratak sadržaj
Zagor i Čiko dobijaju preko Dranki Daka pismo kojim ih kapetan Frenk Skot poziva u utvrđenje Pionir. Skot im pokazuje pismo senatora Trejsija (poznatog po nadimku Gvozdena pesnica) kojim zahteva da njegov brat Arčibald Trejsi dobije vojnu pomoć na svom naučnom istraživanju duž reke Vatanaka. Dok njih tropjica razgovaraju u kancelariji, jedan vojnik mahnito napada ostale vojnike u dvorištu. Kada dođe sebi, ničega se ne seća. Tokom noći ista stvar se događa sa Čikom koji puca na Zagora. Obojica su bili u kolibi broj 18 u kojoj se nalazi misteriozna biljka. Čiko je ponovo pomiriše i ponovo sa ludačkom mahnitošću napada svakog oko sebe. Zagor i Čiko kreću u potragu za ekspedicijom koju predvodi naučnik Trejsi.

## Prethodna i naredna epizoda u ZS
Prethodna sveska Zagora u ZS objavljena je 1971. god. pod nazivom Otrovni totem (ZS-83). Zagor se posle ove sveske preselio u LMS i tamo izlazio sve do 1974. godine. Gvozdena pesnica označava povratak Zagora i njegovog redovnog izlaženja u Zlatnoj seriji. Naredna epizoda nosila je naziv Smrtonosna Tumaka (ZS-248).

## Repriza ove epizode
Epizoda je reprizirana u bivšoj Jugoslaviji u istoimenoj svesci u #987. Zlatne serije, koji je izašao krajem 1989. godine.